# 1491
Évszázadok: 14. század – 15. század – 16. század
Évtizedek: 1440-es évek – 1450-es évek – 1460-as évek – 1470-es évek – 1480-as évek – 1490-es évek – 1500-as évek – 1510-es évek – 1520-as évek – 1530-as évek – 1540-es évek
Évek: 1486 – 1487 – 1488 – 1489 –  1490 – 1491 – 1492 – 1493 – 1494 – 1495 – 1496

## Események

### Határozott dátumú események
- február 20. – II. Ulászló magyar király a fekete sereggel öccse, a magyar trónra igényt formáló János Albert lengyel herceg ellen indul, aki ezt látva lemond trónigényéről és békét köt.[1]
- július 29. – Miután Fehérvár német helyőrsége megadta magát, II. Ulászló bevonul a koronázóvárosba.[2]
- november 7. – II. Ulászló, valamint III. Frigyes császár és I. Miksa római király az osztrák–magyar határszélen fekvő Pozsony városában békét kötnek, amely szerint visszaállt az 1463 előtti helyzet, egyben Ulászló arra az esetre, ha nem születne gyermeke elismeri Miksát örökösének.[2]
- december 6. – VIII. Károly francia király feleségül veszi Bretagne-i Annát, ezzel Bretagne-t egyesíti Franciaországgal.
- december 24. – János Albert lengyel herceg betör az országba, de Szapolyai János megveri, mire lemond trónigényéről.

### Határozatlan dátumú események
- az év második fele – II. Ulászló serege visszafoglalja I. Miksától Veszprémet és Szombathelyet.
- az év folyamán –
  - Nagy tűzvész tör ki Drezdában.
  - Török kézre kerül a Jajca előterét védő Koszorúvár.[3]

## Az év témái

### 1491 a tudományban
- - Kopernikusz a Krakkói egyetemen először tanulmányozza az asztronómiát.

## Születések
- június 28. – VIII. Henrik angol király († 1547)
- november 11. – Martin Bucer német reformátor, hitvitázó és egyházszervező († 1551)
- december 24. – Loyolai Szent Ignác, a jezsuita rend alapítója († 1556)
- december 31. – Jacques Cartier francia felfedező († 1557)
- Azai Szukemasza japán szamuráj és hadúr

## Halálozások
- Jean Balue francia bíboros, államférfi
- William Caxton, az első angol nyomdász